# Aserbajdsjan ved vinter-OL 2002
Aserbajdsjan deltog i Vinter-OL 2002 i Salt Lake City, som blev arrangeret i perioden 8. februar til 24. februar 2002.

## Medaljer
| 2002 Salt Lake City | Guld | Sølv | Bronze | Total |
| Aserbajdsjan        | 0    | 0    | 0      | 0     |